# Ellipes peruvianus
Ellipes peruvianus är en insektsart som beskrevs av Lucien Chopard 1949. Ellipes peruvianus ingår i släktet Ellipes och familjen Tridactylidae.

## Underarter
Arten delas in i följande underarter:
- E. p. peruvianus
- E. p. macarenensis